# Arrondissement de Frise-du-Nord

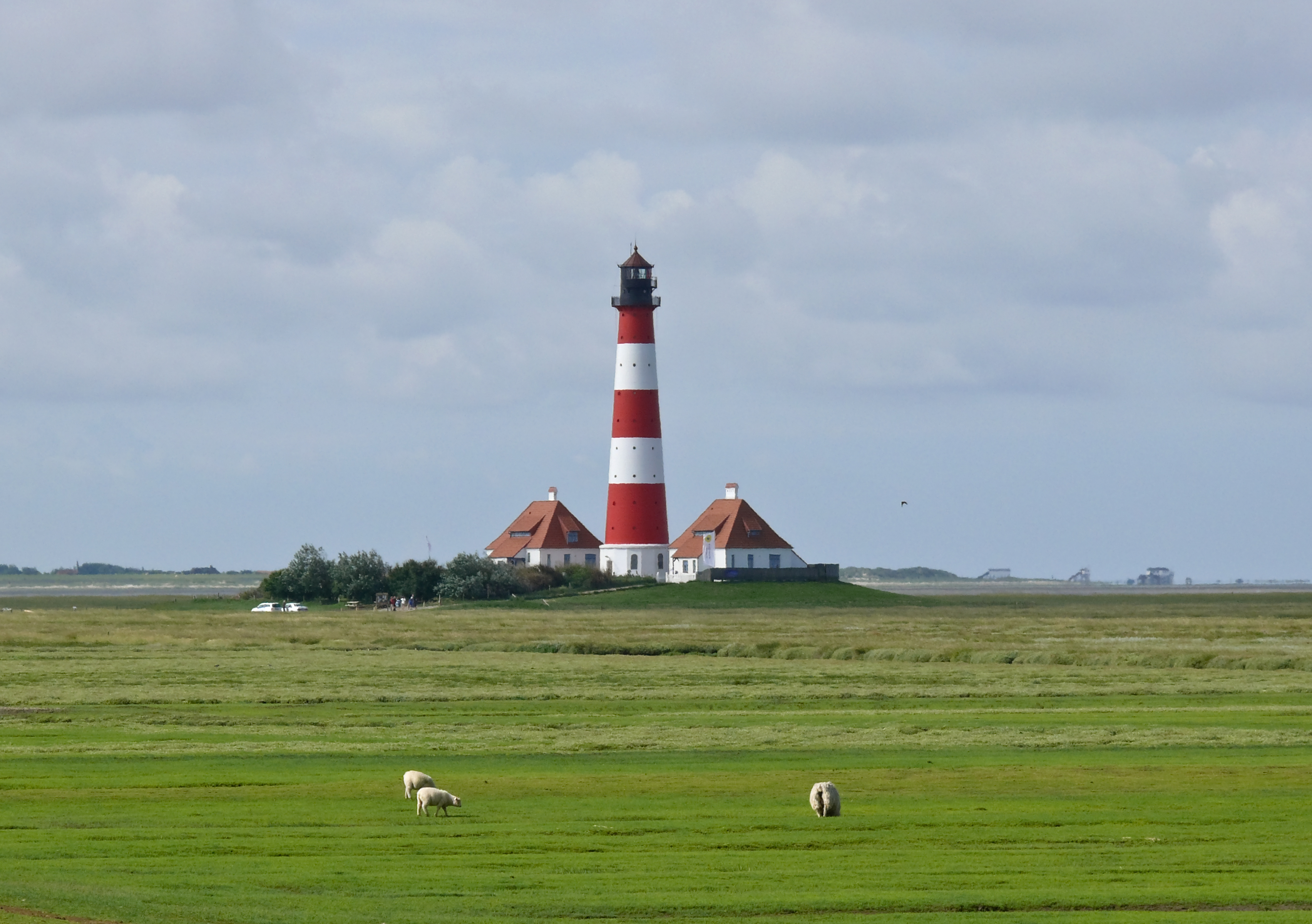
Le phare de Westerheversand.

L’arrondissement de Frise-du-Nord (en allemand : Kreis Nordfriesland) est un subdivision (Kreis ou Landkreis en allemand) du Land de Schleswig-Holstein, en Allemagne. Son chef-lieu est Husum.

## Carte

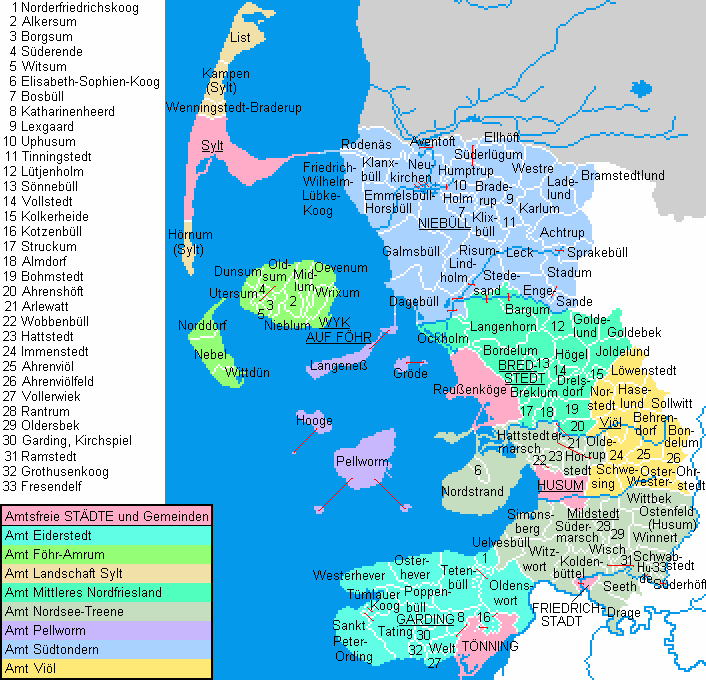
Découpage de l’arrondissement

## Politique
L'arrondissement de Frise-du-Nord est doté d'un parlement de 52 sièges, comptant 27 démocrates-chrétiens de la CDU, 13 sociaux-démocrates du SPD, cinq membres de la communauté d'électeurs de Nordfriesland, quatre représentants des minorités danoise et frisonne (Fédération des électeurs du Schleswig du Sud) et trois députés des Verts.

## Villes et communes
Villes et communes non liées à un canton :
1. Friedrichstadt
2. Husum
3. Reußenköge
4. Sylt
5. Tönning

Cantons avec leurs communes liées :
| - 1. Amt Eiderstedt 1. Kirchspiel Garding 2. Garding 3. Grothusenkoog 4. Katharinenheerd 5. Kotzenbüll 6. Norderfriedrichskoog 7. Oldenswort 8. Osterhever 9. Poppenbüll 10. Sankt Peter-Ording 11. Tating 12. Tetenbüll 13. Tümlauer-Koog 14. Vollerwiek 15. Welt 16. Westerhever - 2. Amt Föhr-Amrum 1. Alkersum 2. Borgsum 3. Dunsum 4. Midlum 5. Nebel 6. Nieblum 7. Norddorf auf Amrum 8. Oevenum 9. Oldsum 10. Süderende 11. Utersum 12. Witsum 13. Wittdün 14. Wrixum 15. Wyk auf Föhr - 3. Amt Landschaft Sylt (siège : Sylt) 1. Hörnum (Sylt) 2. Kampen (Sylt) 3. List auf Sylt 4. Wenningstedt-Braderup (Sylt) | - 4. Amt Mittleres Nordfriesland 1. Ahrenshöft 2. Almdorf 3. Bargum 4. Bohmstedt 5. Bordelum 6. Bredstedt 7. Breklum 8. Drelsdorf 9. Goldebek 10. Goldelund 11. Högel 12. Joldelund 13. Kolkerheide 14. Langenhorn 15. Lütjenholm 16. Ockholm 17. Sönnebüll 18. Struckum 19. Vollstedt - 5. Amt Nordsee-Treene 1. Arlewatt 2. Drage 3. Elisabeth-Sophien-Koog 4. Fresendelf 5. Hattstedt 6. Hattstedtermarsch 7. Horstedt 8. Hude 9. Koldenbüttel 10. Mildstedt 11. Nordstrand 12. Oldersbek 13. Olderup 14. Ostenfeld (Husum) 15. Ramstedt 16. Rantrum 17. Schwabstedt 18. Seeth 19. Simonsberg 20. Süderhöft 21. Südermarsch 22. Uelvesbüll 23. Winnert 24. Wisch 25. Wittbek 26. Witzwort 27. Wobbenbüll | - 6. Amt Pellworm (siège : Husum) 1. Gröde 2. Hooge 3. Langeneß 4. Pellworm - 7. Amt Südtondern 1. Achtrup 2. Aventoft 3. Bosbüll 4. Braderup 5. Bramstedtlund 6. Dagebüll 7. Ellhöft 8. Emmelsbüll-Horsbüll 9. Enge-Sande 10. Friedrich-Wilhelm-Lübke-Koog 11. Galmsbüll 12. Holm 13. Humptrup 14. Karlum 15. Klanxbüll 16. Klixbüll 17. Ladelund 18. Leck 19. Lexgaard 20. Neukirchen 21. Niebüll 22. Risum-Lindholm 23. Rodenäs 24. Sprakebüll 25. Stadum 26. Stedesand 27. Süderlügum 28. Tinningstedt 29. Uphusum 30. Westre - 8. Amt Viöl 1. Ahrenviöl 2. Ahrenviölfeld 3. Behrendorf 4. Bondelum 5. Haselund 6. Immenstedt 7. Löwenstedt 8. Norstedt 9. Oster-Ohrstedt 10. Schwesing 11. Sollwitt 12. Viöl 13. Wester-Ohrstedt |